# Psyvariar 2
Psyvariar 2 est un jeu vidéo de type shoot 'em up à scrolling vertical développé par SKONEC Entertainment et édité par Success en 2004 sur borne d'arcade (système Naomi), Dreamcast, PlayStation 2 et Xbox, au Japon uniquement. Ce jeu est la suite de Psyvariar.